# بن اسفندي (حومة بم)
بن اسفندي (بالفارسية: بن اسفندی) هي قرية تقع في إيران في منطقة مركزية ريفية. يقدر عدد سكانها بـ 34 نسمة بحسب إحصاء 2016.